# Nieuw Valkeveen

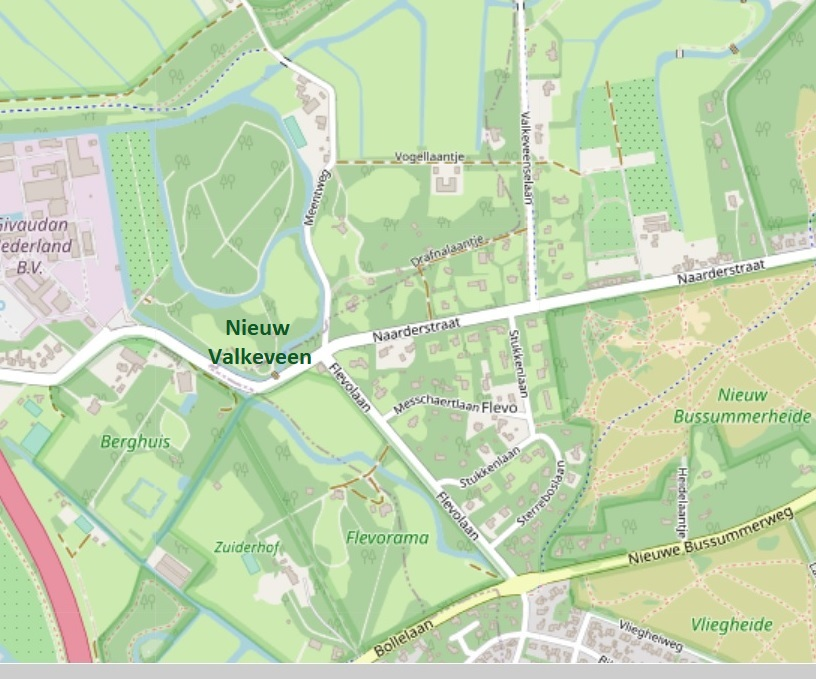
Ligging van landgoed Nieuw Valkeveen

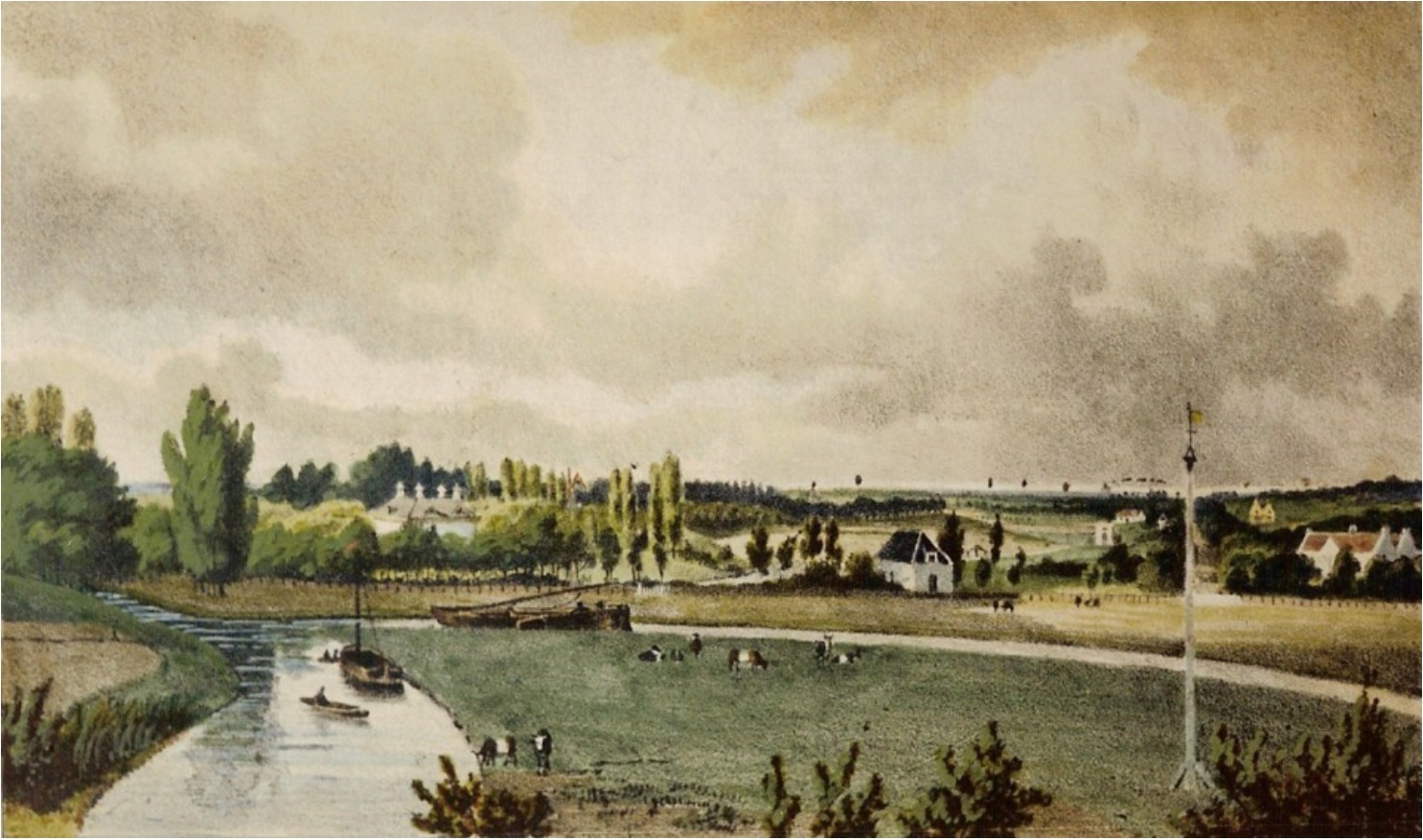
Nieuw Valkeveen op een olieverfschilderij uit 1850

Nieuw Valkeveen is een landgoed en de naam van een gelijknamige herenhuis ten noordoosten van  Naarden in Het Gooi. Het reeds gesloopte huis Nieuw Valkeveen stond bij de kruising Naarderstraat, Meentweg, Flevolaan en de Huizerstraatweg. Nieuw Valkeveen is privéterrein en niet toegankelijk voor publiek. 
Het herenhuis Nieuw-Valkeveen werd in 1844  gebouwd in opdracht van de Amsterdamse suikerhandelaar Johannes Petrus van Rossum (1778-1856). Diens schoonvader woonde dicht bij de Zuiderzee op de hofstede Valkeveen. Nadien kocht Van Rossum meerdere stukken grond in de regio en betrok met zijn vrouw Jenny Hugues het landhuis Zandbergen.
Nadat Jenny Hughes in 1824 de hofstede Valkeveen had geërfd kochten de Van Rossums de Naarder zanderij van de Naardense burgemeester Thierens. Om het 21 hectare grote terrein te kunnen betalen verkochten zij in 1824 de hofstede Valkeveen.

## 19e eeuw
Na de afgraving van de gronden tussen 1826 en 1837 begon Van Rossum met de herinrichting van het gebied. Op een kleine heuvel aan de Meentweg bouwde hij de boerderij Zeezigt. Nabij het huis Drafna bouwde hij een blekerij met de naam Schoonzigt. In dit gebied stonden meerdere grote huizen. Kort voor het overlijden van zijn vrouw, kocht Van Rossum de hofstede Valkeveen terug. De bijbehorende boerderij werd gerenoveerd en op het verworven terrein liet hij een koepel bouwen met uitzicht op het huis Nieuw Valkeveen. Dit huis zou het middelpunt worden van het omliggende gebied waar op grote schaal afzanding plaatsvond ten behoeve van landbouwgronden. Het afgegraven zand werd gebruikt voor het bouwrijp maken van grond in Amsterdam. Een deel van de bouwmaterialen voor Nieuw Valkeveen was afkomstig van het gesloopte herenhuis Valkeveen.
Het rechthoekige huis Nieuw Valkeveen had twee bouwlagen (begane grond en eerste verdieping). Het wit bepleisterde gebouw had een symmetrisch ingedeelde voorgevel. Op de halfronde serre aan de achterzijde bevond zich een koepel.
Na het overlijden van zijn vrouw bleef Van Rossum wonen op Zandbergen. Bij zijn overlijden in 1856 was zijn grondbezit gegroeid tot 190 hectare. Het huis Nieuw Valkeveen werd met 82 hectare grond gekocht door zijn dochter, mevrouw M.H.F. Mijnssen – Van Rossum. Zij liet met haar man en haar man een landschapspark aanleggen, met kronkelende paden, tuinen, theekoepels, woonhuizen, vijvers, kanalen met bruggen en eilanden.  Het huis verloor zijn schilddak en er kwam een derde laag op het huis. Deze bovenste woonlaag werd afgedekt met een plat dak met balustrade. In 1871 werd aan de achterzijde van het huis een serre gebouwd die werd aangeduid als de ronde koepelkamer.

## 20e eeuw
Na het overlijden van M.H.F. Mijnssen–Van Rossum in 1899 werd het landgoed opgedeeld en geveild. Nadat het landgoed door verkoop en vererving tot 1929 binnen de erfgenamen was gebleven ging het over in privé handen. Nieuw Valkeveen verloor in de twintigste eeuw de balustrade op het dak. In 2020 is slechts een klein deel van het grote landgoed van van Rossum in handen van nazaten. Nadat het vervallen herenhuis Nieuw Valkeveen door brand was verwoest, werd het in 2008 afgebroken.

## Bewoners huis Nieuw Valkeveen
- 1844 - Jenny Kuhn, dochter van Van Rossum
- 1856 - J.W. Mijnssen en Madelaine Hermine Francoise Mijnssen-van Rossum, dochter van Van Rossum  (als zomerverblijf)
- 1911 - H.C. Hogerzeil (1873-1954) en J.J.A. Mijnssen (1875-1943), een nicht van J.W. Mijnssen
- 1928 - familie Brassem
- 1951 - bestemming als school en kindertehuis
- 2008 - afbraak na brand

## Bezittingen
Tot de bezittingen van Van Rossum behoorden:
- Oud Valkeveen
- Berghuis
- Casa Cara
- De Bongerd
- Den Hul
- De Limiten
- De Oldenheem
- Drafna
- Flevorama
- Klein Rubroeck
- Kommerrust
- Nieuw Valkeveen met boerderij Nieuw Valkeveen
- Landgoed Drafna
- Oud Bussem
- Oud Naarden
- Oud Valkeveen
- Viersprong
- Zandbergen
- Zuiderhof